# West Runton
 West Runton é uma cidade e freguesia no distrito de North Norfolk em Norfolk, Inglaterra , cerca de 22,1 milhas (35,6 km) de Norwich.

## Transporte
A via principal é a A149, que vai de Sheringham até Cromer 

## Igreja
A igreja de West Runton, denominada " Holy Trinity Church", é uma das 124 igrejas com torre circular existentes em Nolfork.

## Gallery

West Runton
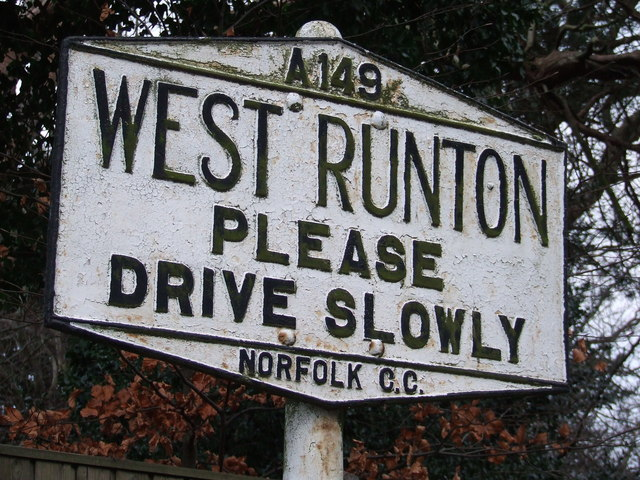
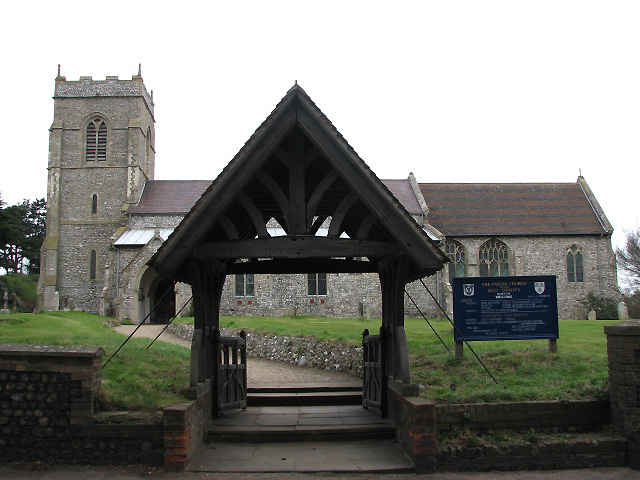
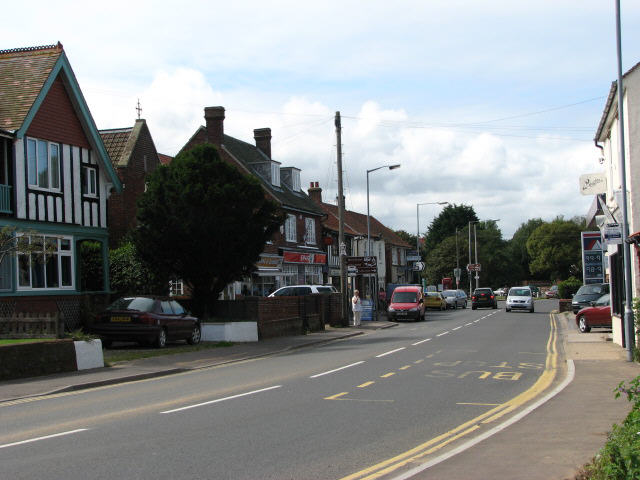
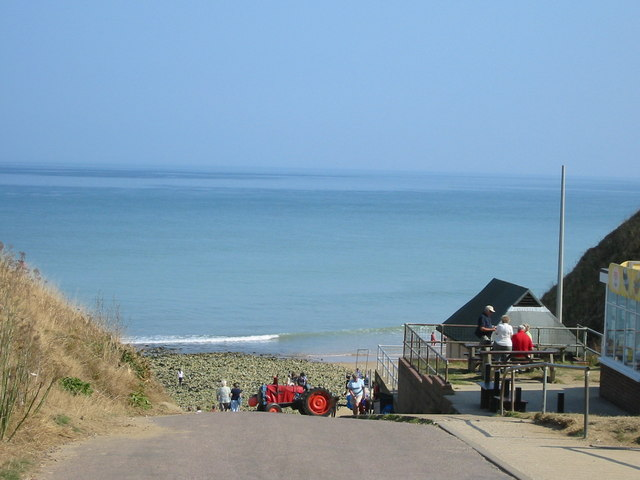
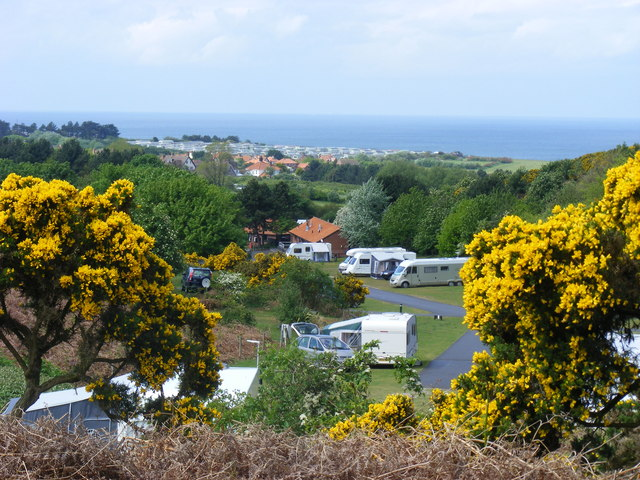
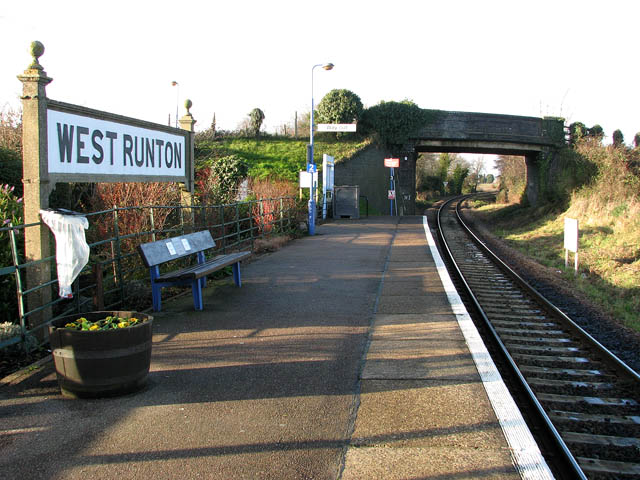
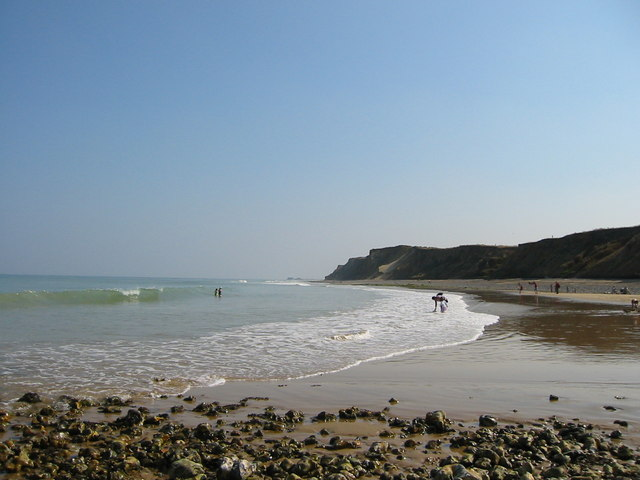
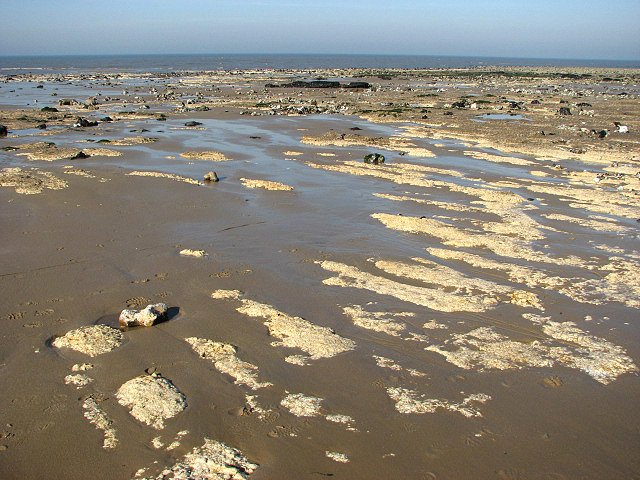